# إلياس سواريس دي أوليفيرا
إلياس سواريس دي أوليفيرا هو لاعب كرة قدم برازيلي في مركز الهجوم، ولد في 20 فبراير 1931 في ريسيفي في البرازيل. لعب مع نادي فلومينينسي دي فييرا.

## وصلات خارجية
- إلياس سواريس دي أوليفيرا على موقع قاعدة بيانات كرة القدم.إي يو (الإنجليزية)